# Forteresse de Vranduk
La forteresse de Vranduk se trouve en Bosnie-Herzégovine, sur le territoire du village de Vranduk et sur celui de la ville de Zenica. Elle remonte au Moyen Âge et à la période ottomane et est inscrite sur la liste des monuments nationaux de Bosnie-Herzégovine.

## Description

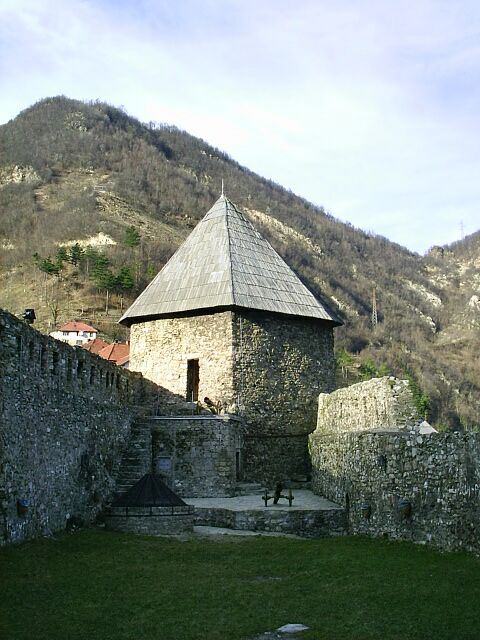
Une tour dans la forteresse